# Said Nursi
Bediuzzaman Said Nursi (in arabo بديع الزمان سعيد النورسی‎?; Nurs, 12 marzo 1878 – Şanlıurfa, 23 marzo 1960) è stato un teologo curdo.
Bediüzzaman (Badīʿ al-Zamān), che significa "La meraviglia del tempo", fu un pensatore musulmano sunnita curdo nato a Nurs (oggi Hizan, nella Provincia di Bitlis), autore della Risale-i Nur (Epistola della Luce): un commento coranico di oltre 6 000 pagine.

## Gioventù
Quando era giovane, fu invitato dal Governatore ottomano del Vilayet di Van e risiedere presso di lui e nella sua biblioteca Nursi poté leggere libri scientifici ai quali in precedenza non aveva mai potuto accedere, imparando in tal modo la lingua turca. Durante questo periodo sviluppò un programma per l'istruzione a livello universitario per le province orientali dell'Impero ottomano.
Fu tuttavia messo in carcere nel 1909 per il suo coinvolgimento apparente degli eventi legati alle attività del Comitato Unione e Progresso, ma fu presto rimesso in libertà.

Rimase attivo durante l'ultimo periodo ottomano nella sua veste di riformatore e sostenitore dell'unità dei popoli del Califfato ottomano. Propose riforme nel campo dell'istruzione al Sultano ottomano Abdul Hamid II, all'interno dei tradizionali insegnamenti che si svolgevano nelle Madrasa, proponendosi di trovare un punto di concordia tra Sufismo (tasawwuf) e scienze moderne, dialoganti reciprocamente. Bediüzzaman era abbastanza preoccupato per la crescente influenza di Mustafa Kemal Atatürk, che pensò di controllarlo meglio offrendogli di assumere la carica di ‘Ministro per gli Affari Religiosi’ per le province orientali turche in Anatolia: un posto che Nursi rifiutò.

Questo fu l'inizio del suo distacco dall'ideologia kemalista.
Durante la prima guerra mondiale, fu componente dell'Organizzazione Speciale dell'Impero ottomano.

Nursi fu preso prigioniero di guerra dalla Russia e qui rimase per oltre due anni. Evase dal campo di prigionia nella primavera del 1918 e tornò a Istanbul.

## Ideologia
Convinto assertore del cammino congiunto che dovrebbero fare la scienza e la logica moderne per il futuro, si batté per l'insegnamento della Storia delle religioni nelle scuole secolarizzate e delle scienze moderne nelle scuole religiose.
Nursi - annoverato tra i Mujaddid (Rinnovatori) del XIII secolo islamico - ha ispirato un movimento di spiritualità religiosa islamica che ha contribuito in notevole misura alla rinascita dell'Islam in Turchia e che oggi conta vari milioni di seguaci in tutto il mondo.
Una delle personalità che si sono ispirate al suo pensiero è Fethullah Gülen.